# Gens Caninia
La gens Caninia fue una gens plebeya de la Antigua Roma durante la República más tardía. El primer miembro de la gens que obtuvo un cargo curul fue Cayo Caninio Rébilo, pretor en 171 a. C.; pero el primer Caninio que fue cónsul fue su tocayo, Cayo Caninio Rébilo, en 45 a. C.

## Origen de lagens
El nomen Caninio puede ser conectado con el adjetivo latino canus o kanus, (en español, blanco o gris), quizás referido al color del cabello de una persona. También podría ser derivado del adjetivo caninus, (en español, perruno o gruñón).

## Praenominautilizados por lagens
Los nombres principales de los Caninios fueron Cayo, Lucio y Marco, que eran también los tres praenomina más comunes durante la historia romana. Al menos uno de la familia llevó el praenomen Aulo.

## Ramas ycognominade lagens
Las principales familias de los Caninios llevaban los cognomina Galo y Rébilo. También se ha encontrado el apellido Satrio y hubo un Caninio Sallustio, que fue adoptado por algún miembro de esta gens. Galo era un cognomen común, que puede referirse a un galo o a un gallo.